# Одинокие сердца (фильм, 2006)
«Одинокие сердца» (англ. Lonely Hearts) — кинофильм режиссёра Тодда Робинсона, который также написал сценарий к этому фильму. Основанная на реальных событиях история двух детективов, преследующих убийц Марту Бек и Раймонда Мартинеса Фернандеса, известных под прозвищем «Одинокие сердца», орудовавших в США в конце 40-х годов.

## Сюжет
Полицейские Элмер С. Робинсон и Чарльз Хильдебрандт являются в квартиру молодой женщины, которая кончает жизнь самоубийством, перерезав себе вены. Робинсон, который винит себя за самоубийство своей жены, видит шанс исправиться. Хотя всё выглядит как самоубийство, он понимает, что что-то не так и берётся за расследование дела, несмотря на протесты коллег.
Вскоре он выходит на след брачного афериста Раймонда Фернандеса Мартинеса, мастера интриг, которому женщины, отвечая на объявления в журналах, отдают свои деньги. Когда с ним знакомится бывшая медсестра Марта Бек, начинаются убийства. Под видом брата и сестры они обманывают одиноких женщин. Так как Марта хочет, чтобы Рэй был только для неё, она в приступе ревности ударяет молотком по голове одну из женщин, Джанет Лонг, когда та занималась любовью с Рэем. После этого она демонстрирует Рэю свою власть над ним, а Джанет умирает на полу. Они пытаются скрыть следы произошедшего. Хотя полицейские находят дом пары, они приходят туда поздно — Рэй и Марта успевают убежать. Следы убийства Джанет находят после того, как обнаруживаются следы крови на полу и под половицами.
Марта и Рэй всё чаще и чаще убивают. После внутренней борьбы с самим собой и споров с Мартой Рэй Убивает Дельфину, мать-одиночку, которая также откликнулась на объявление. До этого Марта хотела отравить молодую женщину из-за того, что та рассказала ей о своей беременности от Рэя. После того, как они расправились с трупом, Рэй тоже начинает действовать более жестоко: он стреляет в сотрудника полиции, который опознал его как преступника, разыскиваемого полицией. Но он оставляет много следов.
Марта тоскует по нормальной жизни. Теперь они пытаются казаться нормальной семьёй. Марта выдаёт дочку убитой Дельфины за свою, однако та отказывается признавать в Марте новую мать. Тогда Марта убивает девочку.
Робинсону и Хильдебрандту становится всё легче следовать за парочкой, становящейся всё более неосторожной оставляющей за собой кровавые следы. Наконец, их находят в доме Дельфины. Их арестовывают. Робинсон находит тело девочки в коробке от велосипеда, который Марта и Рэй купили для неё. Также находят трупы Джанет и Дельфины, засыпанные углём в сарае.
На допросе Марта заявляет, что они всё делали вместе и говорит Робинсону, что Рэй принадлежит только ей и что он совершал убийства ради любви, и они умрут в один день. Рэя и Марту приговаривают к смертной казни на электрическом стуле. Тогда как Рэй плачет и пытается вырываться из рук полицейских, Марта, которую должны казнить второй, идёт на казнь спокойно и только замечает, что чувствует запах Рэя.

## В ролях
| Актёр                 | Роль                         |
| --------------------- | ---------------------------- |
| Джон Траволта         | детектив Элмер Робинсон      |
| Джеймс Гандольфини    | детектив Чарльз Хилдербрандт |
| Лора Дерн             | Рене Форди                   |
| Джаред Лето           | Раймонд Фернандес            |
| Сальма Хайек          | Марта Джул Бек               |
| Скотт Каан            | детектив Рэйли               |
| Дагмара Доминчик      | Дельфина Даунинг             |
| Бэйли Мэдисон         | Рейнилл Даунинг              |
| Брюс МакВитти         | детектив Истман              |
| Ник Лорен             | детектив Дженьера            |
| Дэн Берд              | Эдди Робинсон                |
| Эндрю Вилер           | Рене Форди                   |
| Элис Криге            | Джанет Лонг                  |
| Эллен Траволта        | Ида                          |
| Криста Кэмпбелл       | Сара Лонг                    |
| Марк Маколей          | надзиратель Броуди           |
| Джон Доумен           | шериф Максвэйн               |
| Майкл Гэстон          | окружной прокурор Хант       |
| Рэйчел Спектер        | Дженис                       |
| Джейсон Грей-Стенфорд | офицер Четник                |

## Разработка и производство
Съёмки начались 21 марта 2005 года. В основном съёмки проходили в исторических местах в Джэксонвилле, штат Флорида. Некоторые фрагменты были сняты в историческом Спрингфилдском районе к северу от Центра города, в то время как дополнительные съёмки происходили неподалёку от Окалы и Орландо (Флорида). Несколько сцен были сняты в Davenport Hotel в Спокане, штат Вашингтон.

## Факты
- Сюжет основан на реальной истории о убийцах, прозванных The Lonely Hearts Killers, длившейся с 1947 по 1949 год.
- Режиссёр и автор сценария, Тодд Робинсон, является внуком Эльмера Робинсона (сыгранного Джоном Траволтой[4]), который принимал фактическое участие в аресте Фернандеса и Бек.
- Мировая премьера состоялась 30 апреля 2006 года на кинофестивале Трайбека. Кроме того, фильм был показан 18 мая 2006 года на Джексонвильском фестивале, 22 июля 2006 года на закрытии Мюнхенского кинофестиваля, 30 сентября 2006 на кинофестивале в Сан-Себастьяне, и 8 октября 2006 на Haifa Film Festival. В широкий показ фильм вышел в Дании и Финляндии в октябре 2006 года. Немецкий релиз состоялся 28 июня 2007 года.
- Героиня Сальмы Хайек — Марта Бек на самом деле весила более 100 кг.